# Polincove
Polincove (niederländisch: Pollinkhove) ist eine französische Gemeinde mit 874 Einwohnern (Stand: 1. Januar 2022) im Département Pas-de-Calais in der Region Hauts-de-France. Sie gehört zum Arrondissement Calais und zum Kanton Marck (bis 2015: Kanton Audruicq). 

## Geographie
Polincove liegt etwa 20 Kilometer südöstlich von Calais. Die Gemeinde gehört zum Regionalen Naturpark Caps et Marais d’Opale. Im Nordosten begrenzt der Canal de Calais die Gemeinde. 
Umgeben wird Polincove von den Nachbargemeinden Audruicq im Norden und Nordwesten, Sainte-Marie-Kerque im Nordosten, Muncq-Nieurlet im Osten und Südosten, Recques-sur-Hem im Süden sowie Zutkerque im Westen.
| Bevölkerungsentwicklung   | Bevölkerungsentwicklung | Bevölkerungsentwicklung | Bevölkerungsentwicklung | Bevölkerungsentwicklung | Bevölkerungsentwicklung | Bevölkerungsentwicklung | Bevölkerungsentwicklung | Bevölkerungsentwicklung |
| ------------------------- | ----------------------- | ----------------------- | ----------------------- | ----------------------- | ----------------------- | ----------------------- | ----------------------- | ----------------------- |
| Jahr                      | 1962                    | 1968                    | 1975                    | 1982                    | 1990                    | 1999                    | 2006                    | 2013                    |
| Einwohner                 | 439                     | 395                     | 389                     | 416                     | 453                     | 560                     | 700                     | 810                     |
| Quelle: Cassini und INSEE |                         |                         |                         |                         |                         |                         |                         |                         |

## Sehenswürdigkeiten
- Kirche Saint-Léger aus dem Jahre 1811
- Kapelle der Jungfrau Maria
- zwei Mühlen

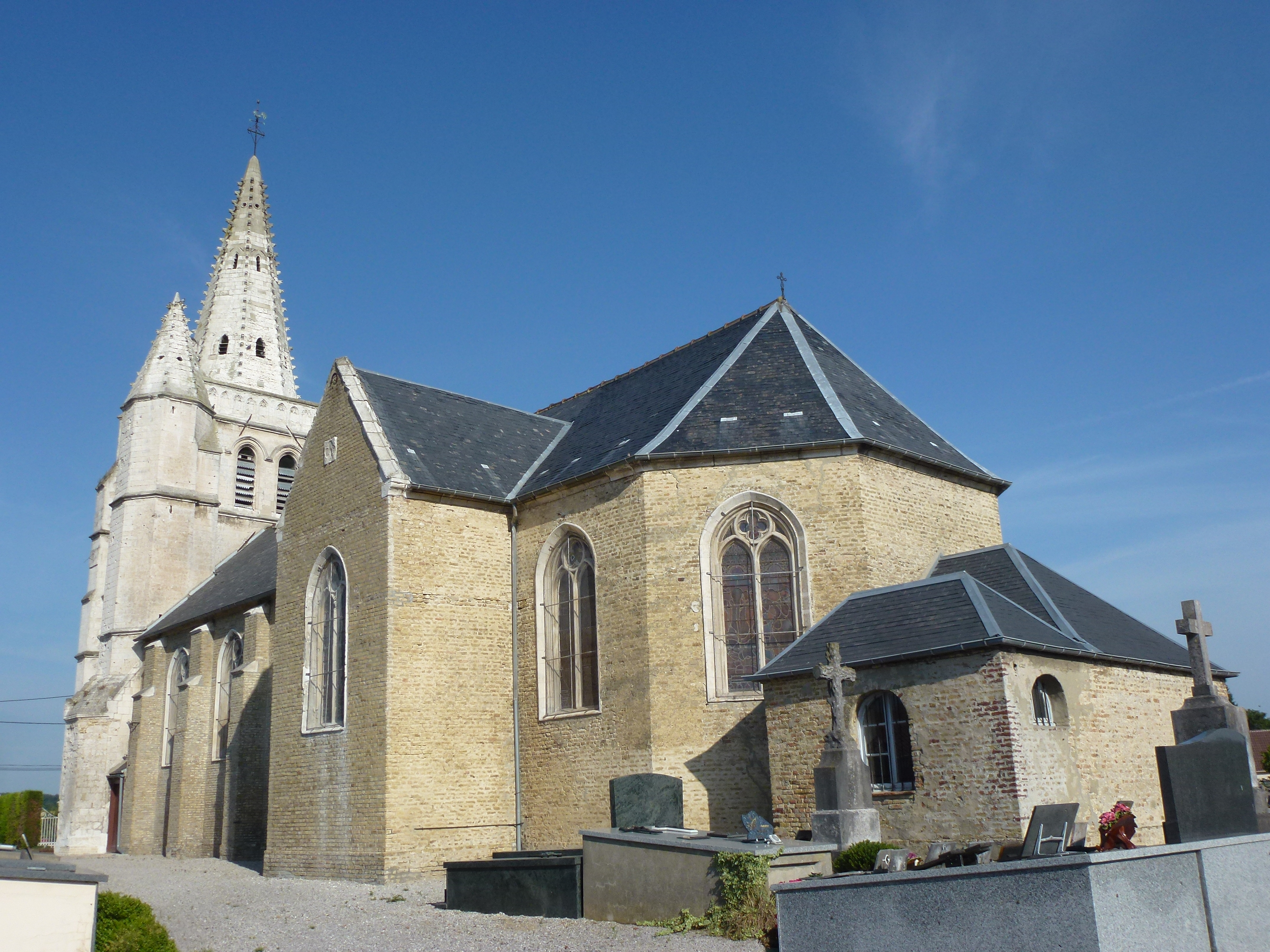
Kirche Saint-Léger
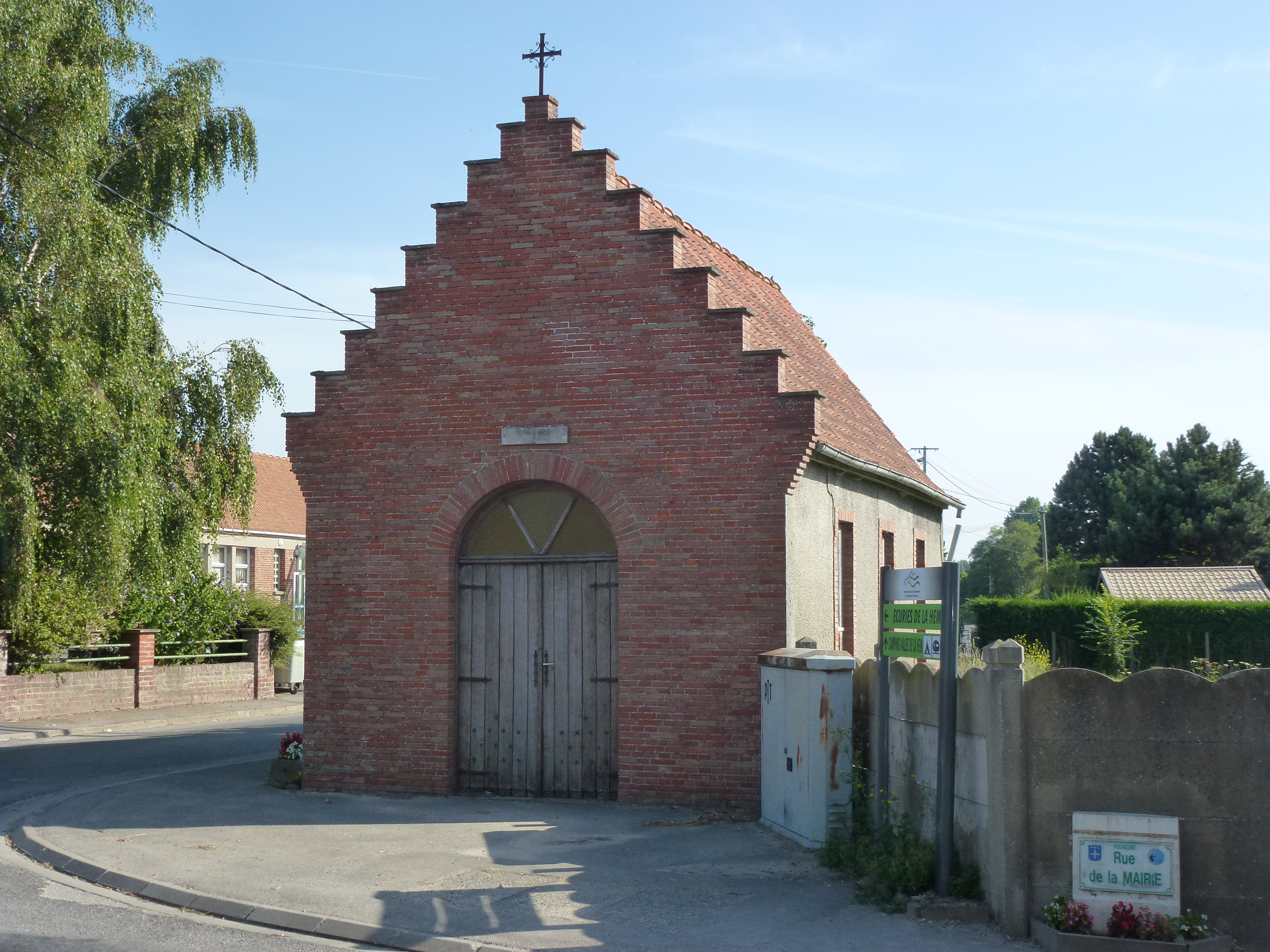
Kapelle der Jungfrau Maria